# Pouzarjeva ščitovka
Pouzarjeva ščitovka (znanstveno ime Pluteus pouzarianus) je gliva iz rodu ščitovk (Pluteus). Ime je dobila po češkemu mikologu Zdeněku Pouzarju.

## Značilnosti
Klobuk ima od 4 do 6,5 cm. Najprej je polkroglasto konveksen, nato razširjen, vrh ostane rahlo izbočen. Ima gladko površino sivkasto bele barve. Je radialno vlaknasta, v sredini drobno luskasta.
Lističi so najprej beli, z dozorevanjem trosov postanejo rožnati. So gosti, široki in odmaknjeni od beta.
Bet je visok od 4 do 6 cm, bele barve, valjast, pogosto zavit, poln, gladek in lomljiv.
Meso je belo in tanko. Brez posebnega vonja in okusa.

## Razširjenost in življenjski prostor
Raste posamično na štorih iglavcev.

## Mikroskopske značilnosti
Trosni odtis je rožnate barve. Trosi so okroglo elipsasti, gladki in merijo 5,5–8,5 x 4,3–6,3 µm.
Heilocistide so velike 30–60 x 12–22 µm, kijaste oblike, imajo tanke stene, brezbarvne, številne. Plevrocistide so stekleničaste oblike, velike 70–115 × 13–22 µm in imajo debele stene.

## Podobne vrste
- bela ščitovka (Pluteus pellitus) ne raste na iglavcih.

## Uporabnost
Užitna.

## Galerija slik
- Pouzarjeva ščitovka na štoru iglavca
- lističi in bet
- heilocistide
- trosi